# Lico (fiume di Costantinopoli)

Mappa di Constantinopoli bizantina. Il Lico attraversa la città da nord-ovest a sud

Il Lico (in greco Λύκος?, Lykos, sign. "Lupo" ; in latino Lycus; in turco Bayrampaşa Deresi) è un torrente, adesso coperto, che scorreva a Costantinopoli (oggi Istanbul, in Turchia), importante per ragioni storiche. Unico corso d'acqua presente all'interno della città, venne coperto negli anni 50 del novecento per costruire Vatan Caddesi, una delle strade principali della penisola storica. La valle del torrente ebbe un ruolo cruciale nella Caduta di Costantinopoli nel 1453.

## Corso del fiume

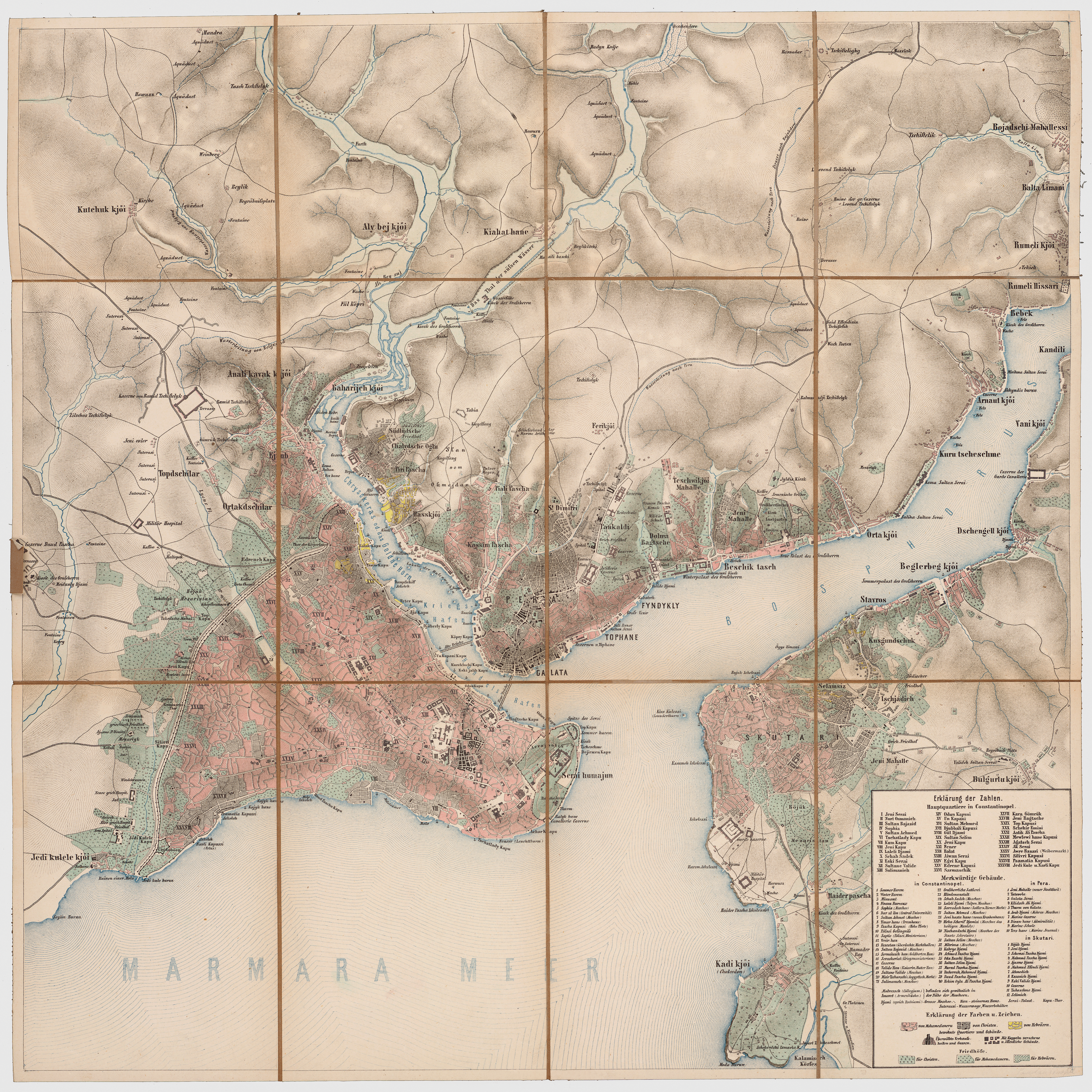
Carta di Costantinopoli del 1860–70 con la valle del Lico in evidenza all'interno della penisola storica.

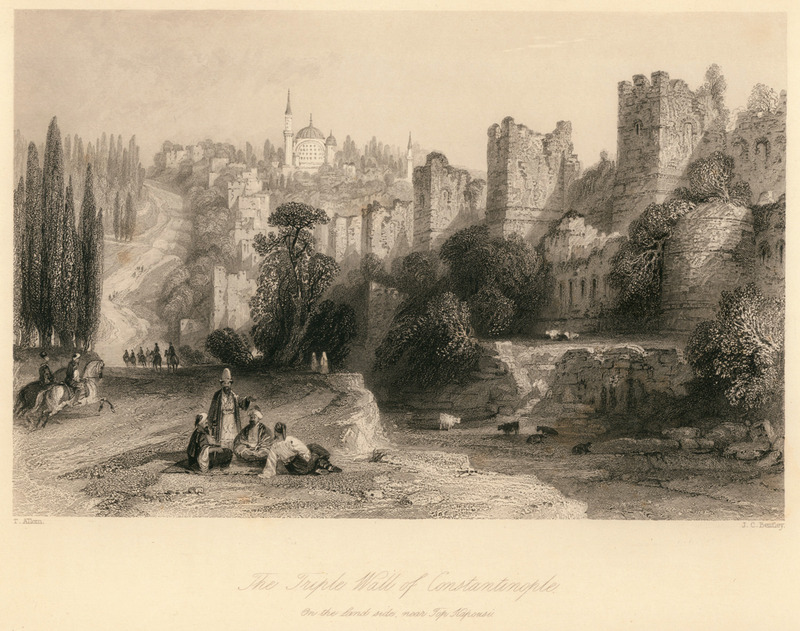
La valle del Lico in una stampa del 1836

Il Lico, che era complessivamente lungo sei chilometri, era l'unico canale di drenaggio della città murata. La larghezza massima della valle che formava era di 3,5 km; essa occupava un terzo dell'area della Costantinopoli bizantina.
Le sue sorgenti si trovano sulle alture del quartiere di Topçular, nella parte settentrionale dell'attuale distretto di Bayrampaşa, a circa 3,5 km a nord-ovest della Porta di Edirne (Adrianopoli) (in turco Edirne Kapişi) delle mura teodosiane.
Geograficamente il torrente separava la settima collina della città (a ovest) dalla terza, quarta, quinta e sesta. Amministrativamente segnava il confine fra la dodicesima regio (a ovest) e il resto della città.
Il Lico arrivava davanti alle mura di Costantinopoli fra le porte di Carisio e di San Romano (corrispondenti alle moderne Edirnekapı e Topkapı), poco a sud della quinta porta militare, passava sotto le mura ed entrava in città. In quel punto c'era una torre a protezione del fiume, oggi nota come Sulukule, che significa "torre dell'acqua". Esso proseguiva il suo percorso all'interno delle mura, in una valle resa fertile dal corso d'acqua, chiamata per questo motivo dalla popolazione turca Yenibahce ("giardino nuovo" in Turco). Si dirigeva poi verso sud-est, passando a sud del Monastero di Lips e raggiungeva il Foro del Bue. Lì cambiava direzione bruscamente dirigendosi verso sud, lambiva le alture di Avretpazar, percorrendo poco prima della foce una pianura chiamata Aksaray ("palazzo bianco" in turco), forse in ricordo di un edificio abitato dall'imperatrice Irene all'inizio del IX secolo. Il corso d'acqua  infine sfociava nel Mar di Marmara in corrispondenza del Porto di Teodosio, chiamato anche  Porto d'Eleuterio.
Pur essendo il regime idrico del corso d'acqua torrentizio, e quindi con poca acqua per quasi tutto l'anno, le forti piogge che cadevano soprattutto nel mese di febbraio portavano molti sedimenti alluvionali nel torrente, il quale sfociava nella parte del porto situata ad ovest e nord ovest. Per evitare l'insabbiamento della parte a sudest, venne quindi costruito un muro che divideva il porto in due parti e fungeva da barriera.
Sebbene la parte riparata del porto avesse resistito più a lungo del resto del bacino, anch'essa fu alla fine colmata dai sedimenti. Si stima quindi che a partire dal XII-XIII secolo l'insabbiamento causato dal torrente abbia gradualmente fatto scomparire il bacino, creando al suo posto l'area chiamata Vlanga o Langabostanı, utilizzata per la coltivazione di ortaggi fino a tempi relativamente recenti.

## Storia

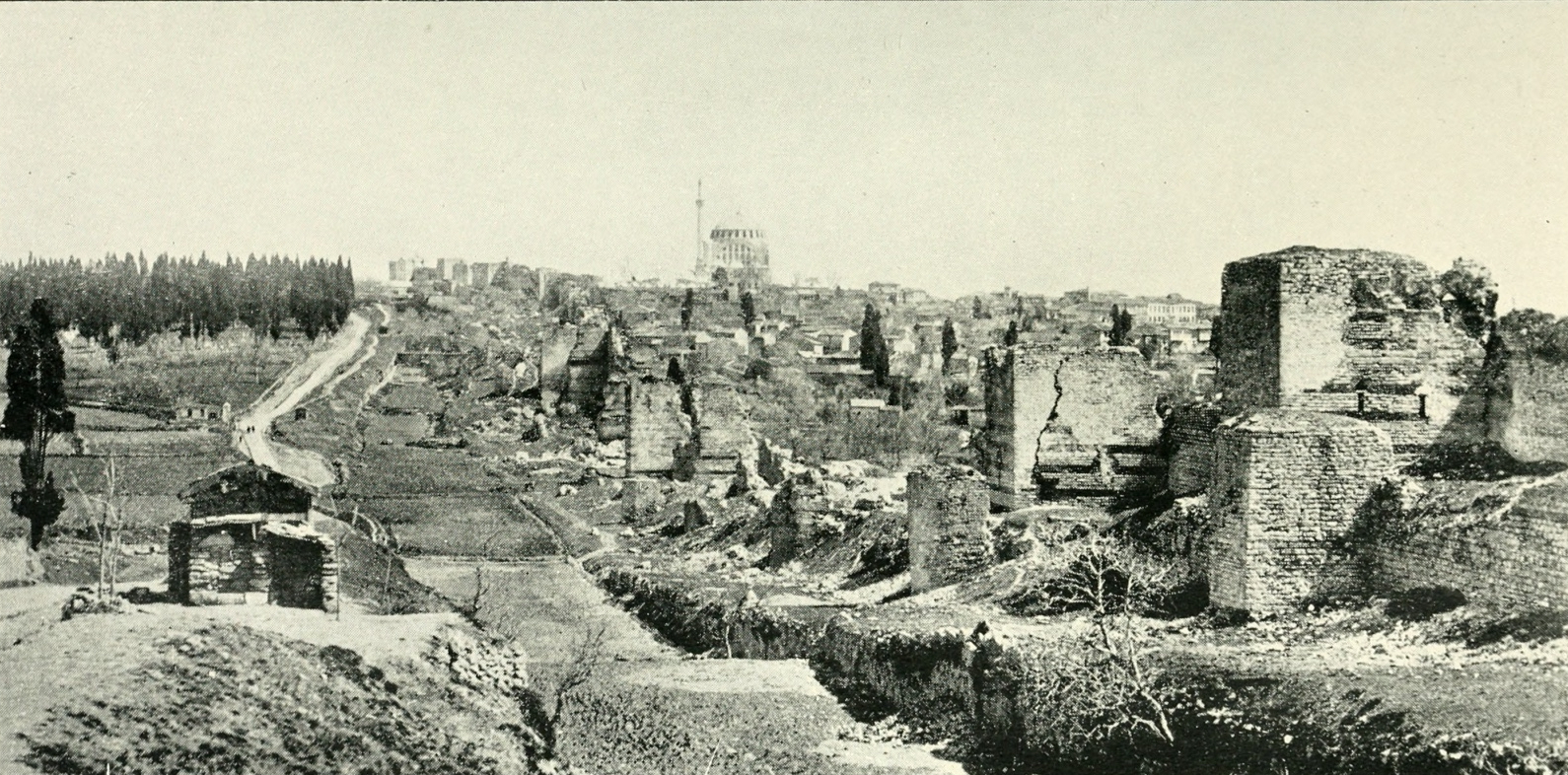
La valle del Lico in corrispondenza delle mura in una fotografia di fine ottocento

L'area del suo estuario, originariamente una palude e poi a causa dell'innalzamento del livello del mare uno specchio d'acqua, ospitó prima un insediamento neolitico, e divenne infine il porto bizantino di Teodosio.

### Età bizantina
Nel periodo bizantino la valle del Lico non fu mai molto abitata, ma divenne un luogo favorito per l'insediamento di monasteri greco ortodossi: famosi erano quelli di Dios e di Ikasia (o Cassia), di Cocorobion e di Lips. Nel 450, mentre cacciava nella valle vicino a Costantinopoli, l'imperatore Teodosio II (r. 402 - 450) cadde da cavallo e morì. Le antiche mappe ottomane della città mostrano che il torrente nel suo corso inferiore, a sud del monastero di Lips, era diventato un corso d'acqua sotterraneo. Ci sono indizi che questi lavori siano stati fatti durante il periodo bizantino.

#### Caduta di Costantinopoli (1453)
La sezione delle le mura della città che attraversava la valle a nord della città, chiamata in Greco Mesoteichion, era più bassa delle alture circostanti e per questo era la più debole dell'intera cerchia difensiva. Il sultano ottomano Mehmet II ne era pienamente consapevole e infatti il piano dell'assedio prevedeva, dopo il logoramento delle mura nel settore delle Blachernae, l'attacco finale nella valle del torrente. In previsione di ciò, il sultano piantò la sua tenda nell'altura a sinistra del Lico. Il suo piano ebbe successo, e fu da una breccia tra la Porta di San Romano e la Quinta Porta Militare, sulla riva destra del torrente, che gli ottomani penetrarono nella città la mattina del 29 maggio 1453.

### Età Ottomana e repubblicana

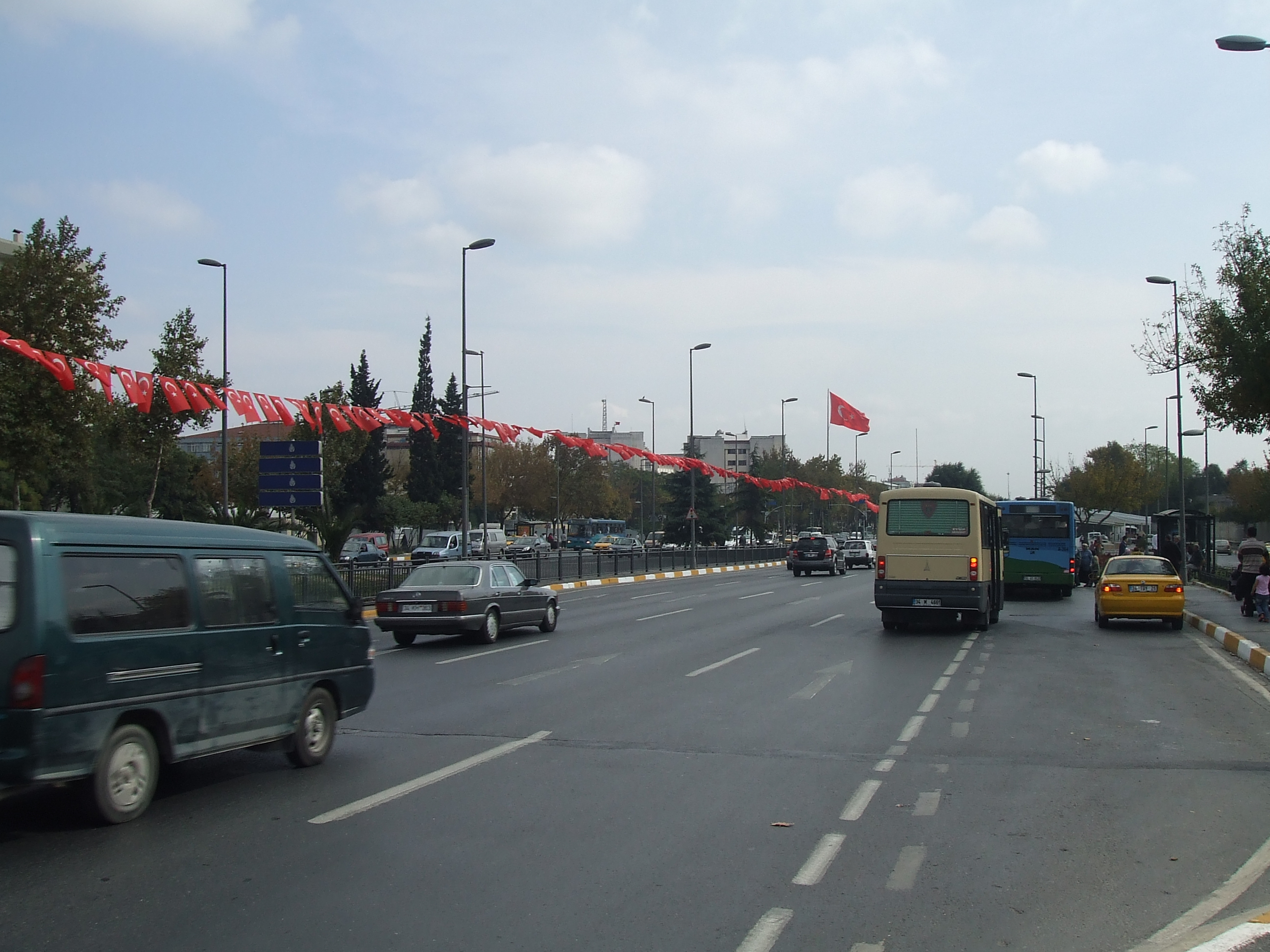
Adnan Menderes Caddesi, il viale che ricopre il letto del Lico

La zona rimase poco abitata sino all'esplosivo aumento di popolazione di Istanbul, ma poi la superficie coltivata ad orti iniziò a decrescere sino a scomparire alla fine del novecento, sostituita da blocchi di abitazioni. Nel periodo 1956-1957 venne decisa la costruzione di un nuovo viale, Vatan Caddesi, direttamente sopra il letto del fiume, che venne quindi coperto. Il Lico tornò brevemente a scorrere a cielo aperto durante la costruzione della linea M1 della metropolitana di Istanbul, che collega il centro della città all'aeroporto Atatürk.